# آن كسمير بيراموس دو كندول
آن كسمير بيراموس دو كندول (1836-1918) (بالإنجليزية: Anne Casimir Pyramus de Candolle)‏ هو عالم نبات سويسري وهو ابن عالم النبات ألفونس بيرام دو كندول.